# Naüm Grébnev
Naüm Issàievitx Grébnev, rus: Нау́м Иса́евич Гре́бнев (cognom real - Rambakh, rus: Рамбах; Harbin, 20 d'octubre de 1921 – Moscou, 2 de gener de 1988) fou un poeta soviètic i rus, traductor al rus de poesia popular i poetes clàssics del Caucas i de l'Orient.
Va publicar més de 150 llibres traduïts o com a coautor.

## Biografia
Va néixer el 20 de novembre de 1921 a Harbin, en una família jueva. El seu pare, Issai Nakhímovitx Rambakh, era editor del periòdic soviètic en llengua russa ("Vperiod", "Tribuna") a Harbin el 1919-1924. El seu pare també va treballar a la flota comercial soviètica a Moscou des del juliol de 1926, i després a la Vsekhimprom del Consell Suprem de l'Economia Nacional de l'URSS. Va morir el setembre de 1931 a Moscou.
La seva mare, Ielizaveta Iossífovna (nom real Leia Iossífovna Rambakh, cognom de soltera Halberg, 1899-1991), era professora i traductora de llengües estrangeres, va treballar a la Comissió d'Exteriors de la Unió d'Escriptors i també va ensenyar anglès a Taixkent durant l'evacuació. Gràcies a ella, Grébnev va conèixer Anna Akhmàtova. Va deixar memòries manuscrites "A Harbin", rus: В Харбине, on, entre altres coses, parla de les detencions de residents de Harbin, inclosa la detenció de la mare de l'escriptor Iuri Nikolàievitx Abdàixev, i de com la va trobar molts anys després. Entre altres obres, va escriure molta informació sobre Ielena Stàssova a "Notes del traductor", rus: Записки переводчицы.

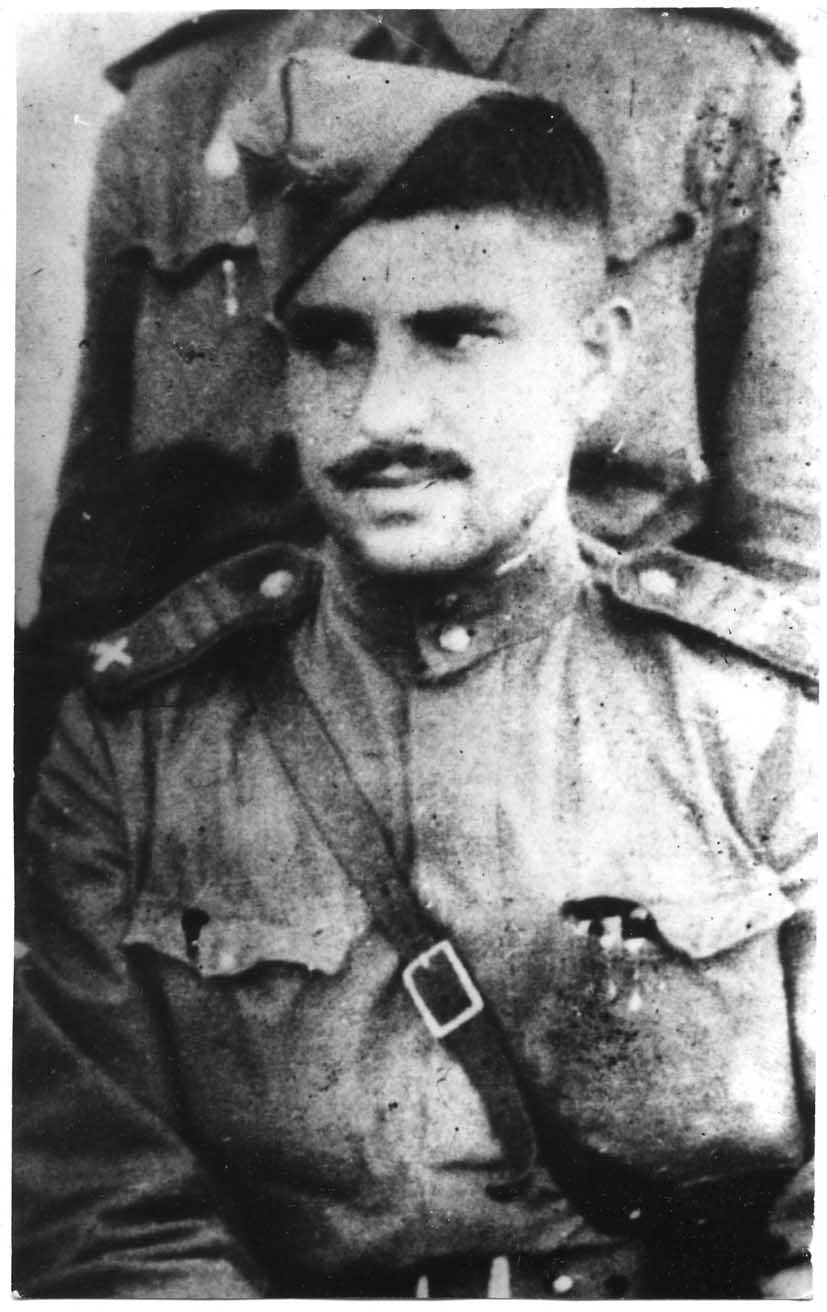
Naüm Grébnev. 1943

La guerra va trobar Grébnev des del primer moment; en aquell moment servia a la frontera, prop de Brest. En retirar-se juntament amb l'Exèrcit Roig, Grébnev es va veure involucrat en la segona batalla de Khàrkiv, on els alemanys van capturar 130.000 soldats de l'Exèrcit Roig, i fou dels pocs que es va poder escapar; va creuar el Síverski Donets, va lluitar a Stalingrad. Va ser ferit tres vegades i, després de la darrera ferida del 12 de gener de 1944, la guerra va acabar per a ell. Grébnev va titular així els seus records sobre el conflicte: "La guerra va ser l'esdeveniment més greu de la meva biografia". En la traducció del poema "Grues" de Rassul Gamzàtov (que esdevindria la lletra d'una famosa cançó), Grébnev també va aportar la seva pròpia experiència i experiències associades a la guerra.
Després de la Gran Guerra Patriòtica, Grèbnev va estudiar amb Gamzàtov a l'Institut de Literatura Maksim Gorki i, des de llavors va començar la seva amistat i cooperació. Es va graduar a l'Institut el 1949. Grébnev també va traduir la poesia del pare del poeta, Gamzat Tsadassa.
El 1951 fou criticat per Mikhaïl Bubennov a l'article "Necessitem ara pseudònims literaris?" per utilitzar un pseudònim.
Va morir a Moscou el 2 de gener de 1988 i fou sebollit al cementiri de Peredélkino.

## Activitats creatives
Va traduir obres de poetes moderns com Hamzat Tsadassa, Rassul Gamzàtov, Qaysin Quli, Alim Keixókov, Irakli Abaixidze i Xota Nixnianidze.
Va traduir els clàssics de la poesia d'Orient, com els poetes clàssics uzbeks Furqat, Turdi, Makhmur, Uvaissi i Agakhi, el poeta clàssic en karakalpak Berdakh i el poetes clàssics turcmans Zelili, Magtymguly Pyragy i Mätäji.
El poema "Grues" de Rassul Gamzàtov, traduït al rus per Grébnev, es va fer increïblement popular gràcies a la cançó Juravlí, interpretada per primera vegada el 1969 i cantada per Mark Bernés.
Grébnev considerava Samuïl Marxak i Borís Pasternak com a mestres de la traducció.
Va traduir al rus les obres dels poetes àzeris İmadəddin Nəsimi i Mirzə Şəfi Vazeh.